# Maxwellove jednadžbe
Maxwellove jednadžbe, nazvane po škotskom fizičaru Jamesu Clerku Maxwellu, osnovne su jednadžbe elektromagnetizma. One izražavaju povezanost električnog i magnetskoga polja u prostoru i vremenu, tako da promjene u jednome polju uzrokuju promjene u drugome polju te je dovoljno u nekom trenutku poznavati električno i magnetsko polje u prostoru kako bi se jednoznačno mogle odrediti vremenske promjene polja u budućnosti. Maxwellove jednadžbe su temelj klasične elektrodinamike i teorijske elektrotehnike. One su bile prvo veliko ujedinjenje zakona prirode koje je obuhvatilo zakone elektriciteta (Coulombov i Gaussov zakon) i zakone magnetizma (Ampèreov zakon i Faradayev zakon indukcije). Zbog simetrije zakona za oba polja, Maxwell u Ampèreov zakon uvodi hipotezu o struji pomaka, koja ga navodi na valnu jednadžbu u kojoj se pojavljuje konstanta jednaka brzini svjetlosti. On stoga predlaže da je sva svjetlost elektromagnetski val. Iz Maxwellovih jednadžbi slijedi jednadžba kontinuiteta ili jednadžba očuvanja naboja. Kasnije se primjećuje da jednadžbe nisu invarijantne kada se elektromagnetske pojave opisuju iz sustava koji se jedan prema drugome gibaju te se zbog jakog eksperimentalnog utemeljenja jednadžbi predlaže da se i drugdje u fizici umjesto Galileijeve relativnosti uvede Lorentzova relativnost sustava u gibanju u kojoj prostor i vrijeme nisu neovisni nego su, u posebnoj teoriji relativnosti, povezani u prostorvrijeme.

## Prikaz jednadžbi
Za razumijevanje Maxwellovih jednadžbi potrebno je poznavati osnove vektorske analize. Jednadžbe se mogu prikazati u diferencijalnom i integralnom obliku. Ekvivalencija između ovih oblika zasniva se na Stokesovom i teoremu Gaussa i Ostrogradskog. Također postoji i četverodimenzionalni oblik koji se koristi u teoriji relativnosti i kvantnoj elektrodinamici. Univerzalni oblik Maxwellovih jednadžbi opisuje elektromagnetske fenomene u vakuumu. U moderni ih je oblik prvi preuredio Oliver Heaviside. U diferencijalnoj formi u SI sustavu one glase:
1. divergencija električnoga polja E proporcionalna je gustoći električnoga naboja ρ {\displaystyle \nabla \cdot \mathbf {E} ={\frac {\rho }{\epsilon _{0}}}}
2. divergencija magnetskoga polja B uvijek iščezava {\displaystyle \nabla \cdot \mathbf {B} =0}
3. rotacija električnoga polja jednaka je negativnoj brzini promjene magnetskoga polja {\displaystyle \nabla \times \mathbf {E} =-{\frac {\partial \mathbf {B} }{\partial t}}}
4. rotacija magnetskoga polja proporcionalna je gustoći električne struje J i brzini promjene električnoga polja {\displaystyle \nabla \times \mathbf {B} =\mu _{0}\,\mathbf {J} +\mu _{0}\epsilon _{0}\,{\frac {\partial \mathbf {E} }{\partial t}}}

Ovdje su {\displaystyle \epsilon _{0}\ } - dielektrična konstanta vakuuma (permitivnost), i {\displaystyle \mu _{0}} - permeabilnost vakuuma. One su s brzinom svjetlosti {\displaystyle c\ }povezane jednakošću {\displaystyle \mu _{0}\varepsilon _{0}=1/c^{2}}.
Iz Maxwellovih jednadžbi slijedi jednadžba kontinuiteta,
{\displaystyle {\partial {\rho } \over \partial t}+\nabla \cdot \mathbf {J} =0}
kojom je izražen zakon očuvanja naboja: za svaku zatvorenu plohu u prostoru vrijedi da je povećanje ili smanjenje količine naboja koju ona zahvaća jednako struji naboja koja kroz nju ulazi ili iz nje izlazi. 
Za potpuni opis elektromagnetskih pojava, pored Maxwellovih jednadžbi nužna je i jednadžba za Lorentzovu silu, kako bi se iz polja mogla odrediti sila na naboj q koji se giba brzinom v:
{\displaystyle \mathbf {F} =q\cdot (\mathbf {E} +\mathbf {v} \times \mathbf {B} )}.
| diferencijalni oblik | povezujući teorem                | integralni oblik |
| --- | -------------------------------- | --- |
| Gaussov zakon: izvor električnog polja je električni naboj. | Gaussov                          | Električni tok kroz zatvorenu plohu jednak je ukupnom električnom naboju u njezinoj unutrašnjosti. |
| {\displaystyle \nabla \cdot \mathbf {E} ={\frac {\rho }{\epsilon _{0}}}}                                                                                              | {\displaystyle \Leftrightarrow } | {\displaystyle \oint _{\partial V}\mathbf {E} \cdot \mathrm {d} \mathbf {A} =\int _{V}{\frac {\rho }{\epsilon _{0}}}\mathrm {d} V} |
| Magnetsko polje nema izvora (ne postoje magnetski monopoli). | Gaussov                          | Magnetski tok kroz bilo koju zatvorenu plohu jednak je nuli. |
| {\displaystyle \nabla \cdot \mathbf {B} =0} | {\displaystyle \Leftrightarrow } | {\displaystyle \oint _{\partial V}\mathbf {B} \cdot \mathrm {d} \mathbf {A} =0} |
| Faradayev zakon indukcije: svaka promjena magnetskog polja stvara električno polje.                                                                                   | Stokesov                         | Cirkulacija električnoga polja po zatvorenoj krivulji jednaka je negativnoj brzini promjene magnetskoga toka kroz bilo koju plohu razapetu nad tom krivuljom.                                                                                           |
| {\displaystyle \nabla \times \mathbf {E} =-{\frac {\partial \mathbf {B} }{\partial t}}}                                                                               | {\displaystyle \Leftrightarrow } | {\displaystyle \oint _{\partial A}\mathbf {E} \cdot \mathrm {d} \mathbf {s} =-{\frac {\mathrm {d} }{\mathrm {d} t}}\int _{A}\mathbf {B} \cdot \mathrm {d} \mathbf {A} }                                                                                 |
| Prošireni Ampèreov zakon: oko vodiča kojim teče električna struja inducira se magnetsko polje, ali i svako promjenjivo električno polje inducirat će magnetsko polje. | Stokesov                         | Cirkulacija magnetskoga polja po zatvorenoj krivulji jednaka je zbroju struje i brzine promjene električnog toka kroz bilo koju plohu razapetu nad tom krivuljom.                                                                                       |
| {\displaystyle \nabla \times \mathbf {B} =\mu _{0}\mathbf {J} +\mu _{0}\epsilon _{0}{\frac {\partial \mathbf {E} }{\partial t}}}                                      | {\displaystyle \Leftrightarrow } | {\displaystyle \oint _{\partial A}\mathbf {B} \cdot \mathrm {d} \mathbf {s} =\int _{A}\mu _{0}\mathbf {J} \cdot \mathrm {d} \mathbf {A} +{\frac {\mathrm {d} }{\mathrm {d} t}}\int _{A}\mu _{0}\epsilon _{0}\mathbf {E} \cdot \mathrm {d} \mathbf {A} } |

### Opis Maxwellovih jednadžbi
Prva jednadžba govori da je električni naboj izvor (ili ponor) električnog polja. Ukupni električni tok kroz zatvorenu plohu proporcionalan je količini električnog naboja koji se nalazi unutar volumena te plohe. Ako unutar te zatvorene plohe nema električnog naboja (ili je količina pozitivnog jednaka količini negativnog električnog naboja), ukupni električni tok kroz tu zatvorenu plohu je nula. No, to ne znači da u tom volumenu uopće nema električnog polja, već samo da ukupni tok iščezava. Dakle, ako nema električnog naboja u tom promatranom volumenu, koliko silnica električnog polja ulazi kroz plohu koja opisuje volumen, toliko silnica negdje i izlazi iz te iste zatvorene plohe.
Druga Maxwellova jednadžba slična je prvoj (u situaciji u kojoj ne postoji naboj), ali opisuje magnetsko polje. Ova jednadžba izriče da ne postoji "magnetski naboj" (magnetski monopol), to jest da ne postoji izvor magnetskog polja iz kojega bi proizlazio magnetski tok različit od nule. U svakoj točki prostora, količina silnica magnetskog polja koja ulazi u tu točku jednaka je količini silnica koje izlaze iz te točke, silnice magnetskog polja nemaju zasebnih izvora i ponora. Stoga ukupni magnetski tok kroz zatvorenu plohu uvijek iščezava. To vrijedi i za izvore magnetskog polja, stoga je svaki izvor magnetskog polja barem dipol.
Treća jednadžba iskaz je Faradayevog zakona indukcije i Lenzovog pravila. U prostoru gdje se mijenja magnetsko polje pojavit će se vrtložno električno polje. Ako tamo postoje naboji, bilo slobodni bilo u vodičima, oni će biti potaknuti na gibanje i uzrokovat će struju kojoj će smjer biti takav da i sama proizvodi magnetsko polje koje je suprotno nametnutom promjenjivom polju.
Četvrta Maxwellova jednadžba osim Ampèreovog zakona, koji kaže da su struje uzrok vrtložnog magnetskog polja, sadrži i Maxwellov dodatak o postojanju magnetskog polja u prostoru u kojem se mijenja električno polje. Taj dodatak je bio ključan za generalizaciju i ujedinjenje pojava u elektricitetu i magnetizmu s elektromagnetskim zračenjem i svjetlošću.

## Maxwellove jednadžbe u makroskopskom mediju (sredstvu)
Maxwellove jednadžbe opisuju ponašanje električnog i magnetskog polja svugdje u prostoru, ako su poznati svi izvori, to jest naboji i struje. U opisu makroskopskih objekata takav pristup nije moguć iz dva razloga. Prvo, broj nabijenih čestica u atomima i nuklearnim jezgrama vrlo je velik. Drugi je razlog da s makroskopske točke gledanja, svi detalji u ponašanju polja i naboja na atomskim i molekularnim dimenzijama nisu relevantni. Ono što je bitno, to je prosječna vrijednost polja i izvora u volumenu koji je velik u usporedbi s jednim atomom ili molekulom. Ovakve prosječne vrijednost nazivaju se makroskopska polja i makroskopski izvori. U ovom slučaju Maxwellove jedandžbe poprimaju oblik:
{\displaystyle \nabla \cdot \mathbf {D} ={\rho _{slob.}}}
{\displaystyle \nabla \cdot \mathbf {B} =0}
{\displaystyle \nabla \times \mathbf {E} =-{\frac {\partial \mathbf {B} }{\partial t}}}
{\displaystyle \nabla \times \mathbf {H} ={\mathbf {J} _{slob.}}+{\frac {\partial \mathbf {D} }{\partial t}}}
gdje su {\displaystyle \mathbf {D} \ } – polje električnog pomaka, {\displaystyle \mathbf {H} \ }- magnetizirajuće polje, {\displaystyle {\rho _{slob.}}\ }- gustoća slobodnog električnog naboja (ukupna gustoća električnog naboja minus gustoća vezanih električnih naboja), {\displaystyle {\mathbf {J} _{slob.}}\ }- gustoća slobodne električne struje (ukupna gustoća električne struje minus gustoća vezanih električnih struja).
Veličine {\displaystyle \mathbf {D} \ } i {\displaystyle \mathbf {H} \ } nije jednostavno odrediti, jer je u njima sadržana cjelokupna složenost interakcije polja i sredstva (medija, to jest materijala u kojem se polje nalazi). Moguće je da ove veličine ovise o prethodnom stanju sredstva (histereza), također moguće je da su nelinearne i prostorno anizotropne. Ove jednadžbe za polja u sredstvu nisu toliko univerzalne kao početno navedene jednadžbe. Ipak, Maxwell ih je na sličan način prvobitno formulirao. Veze između {\displaystyle \mathbf {E} \ } i {\displaystyle \mathbf {D} \ } te između {\displaystyle \mathbf {B} \ } i {\displaystyle \mathbf {H} \ } zovu se konstitutivne relacije.
U najjednostavnijem slučaju pretpostavlja se da su električna i magnetska svojstva sredstva homogena i izotropna, te da se polja ne mijenjaju intenzivno u vremenu. U stvarnosti to vrijedi za dielektrične i paramagnetske materijale. Tada vanjsko električno polje stvara polarizaciju {\displaystyle \mathbf {P} \ }koja je linearno proporcionalna električnom polju, dok magnetsko polje stvara magnetizaciju {\displaystyle \mathbf {M} \ } proporcionalnu magnetskom polju, te vrijedi:
{\displaystyle \mathbf {P} \ =\chi _{e}\cdot \epsilon _{0}\mathbf {E} }
{\displaystyle \mathbf {M} \ =\chi _{m}\cdot \mathbf {H} }
Prema tome je, u izotropnim i homogenim linearnim medijima
{\displaystyle \mathbf {D} \ =\epsilon _{0}\mathbf {E} +\mathbf {P} =\epsilon _{0}(1+\chi _{e})\,\mathbf {E} =\epsilon \,\mathbf {E} }
{\displaystyle \mathbf {B} =\mu _{0}\cdot (\mathbf {H} +\mathbf {M} )=\mu _{0}(1+\chi _{m})\,\mathbf {H} =\mu \,\mathbf {H} }
Dok imamo pred sobom vakuum, Maxwellovoj teoriji dovoljne su dvije veličine: električno i magnetsko polje E i B. Prisutnost materije opisao je Maxwell time da je za opisivanje električnog stanja uveo dva vektora E i D, a za opisivanje magnetskog stanja dva vektora B i H. Koliko god su praktički uspjesi ove teorije bili veliki, njena je osnovna slabost očita. Kad se stavimo na atomsko stajalište, tada u prostoru između elektrona i atomskih jezgri imamo samo električno i magnetsko polje. H. A. Lorentz je stoga uzeo samo one veličine kojima je Maxwell opisao elektromagnetsko stanje u vakuumu. Drugih polja nema. Prava električna i magnetska polja u materiji bitno se razlikuju od onih polja koja mjerimo na primjer u izolatoru. Prava polja su složene funkcije. Ona imaju izvore i ponore svuda gdje se u materiji nalaze električni naboji. Tek kad računamo prosječna polja u materiji, možemo prisutnost izolatora opisati električnom i magnetskom polarizacijom; makroskopsko polje u tijelu određeno je pravim električnim nabojima i polarizacijom.

## Elektromagnetski valovi i optika
Klasično područje optike obuhvaća širenje svjetlosti, osobito one procese koji se opažaju nakon što je svjetlost već proizvedena pa sve do trenutka kad svjetlost biva apsorbirana. Emisija i apsorpcija svjetlosti u materiji, u sustavima poput poput atoma i molekula, izlazi iz okvira optike. To je predmet kvantne teorije. Klasična teorija može pak rastumačiti emisiju elektromagnetskog zračenja naboja koji se ubrzavaju poput radiovalova ili zračenja u ubrzivačima čestica. Takvo zračenje odvaja se od svojih izvora, naboja i struja, te se samostalno širi praznim prostorom bez zaustavljanja.
U prostoru bez struja i naboja, Maxwellove jednadžbe se svode na sljedeće dvije
{\displaystyle {\begin{aligned}\mu _{0}\varepsilon _{0}{\frac {\partial ^{2}\mathbf {E} }{\partial t^{2}}}-\nabla ^{2}\mathbf {E} =0\\\mu _{0}\varepsilon _{0}{\frac {\partial ^{2}\mathbf {B} }{\partial t^{2}}}-\nabla ^{2}\mathbf {B} =0\end{aligned}}}
One imaju oblik valne jednadžbe kojoj su rješenja za električno i magnetsko polje putujući valovi brzine {\displaystyle {\sqrt {1/\mu _{0}\epsilon _{0}}}}. 
Još za Maxwellova života znalo se da ta brzina, 2,998⋅ 108 m/s, odgovara brzini svjetlosti u praznome prostoru. On stoga predlaže da su svjetlost i radiovalovi u biti valovi u elektromagnetskom polju. U takvim periodičnim poremećajima elektromagnetskog polja su smjerovi magnetskoga i električnog polja okomiti i na pravac širenja vala i međusobno. Promjenljivo magnetsko polje tih valova stvara promjenljivo električno polje, kako je objašnjeno Faradayevim zakonom indukcije, a promjenljivo električno polje potiče stvaranje promjenljivog magnetskog polja, kako objašnjava Maxwellov dodatak Ampèreovom zakonu. Ovo se ciklički ponavlja i oblikuje elektromagnetski val koji se prostorom širi brzinom svjetlosti, c.
Poslije Maxwella optika je postala dio elektromagnetske teorije. Suvremena teorija svjetlosti polazi od Maxwellovih jednadžbi, no mnoga svojstva svjetlosti ne ovise o tome kako shvaćamo prirodu svjetlosti nego proizlaze iz općeg karaktera valova. Valna teorija svjetlosti razvijena prije Maxwella tako ostaje primjenjiva.

## Veza Maxwellovih jednadžbi i posebne teorije relativnosti
Maxwellove jednadžbe pokazale su se nekonzistentnim s Galileijevim transformacijama pri prelasku iz opisa gibanja u jednom sustavu na opis gibanja u sustavu koji se spram njega giba. Zbog jakog utemeljenja elektromagnetske teorije na pokusima, Einstein predlaže specijalnu teoriju relativnosti koja bi se primjenjivala u cijeloj fizici, te tako učinila klasičnu mehaniku nedostatnom za opis gibanja pri velikim brzinama. U njegovoj teoriji prostor i vrijeme više nisu neovisni nego su povezani u prostorvrijeme. 
Budući da se uvijek može naći sustav u kojem naboj miruje, pune Maxwellove jednadžbe se mogu dobiti relativističkom generalizacijom zakona elektrostatike.